# Antimetaboliet
Een antimetaboliet is een stof die in de cel concurreert met een metaboliet, maar de werking van de metaboliet mist. Door deze concurrentie worden bepaalde stappen in het metabolisch proces geremd. Sommige antimetabolieten remmen de aanmaak van RNA en DNA in de cel, nodig voor celdeling. Op grond hiervan worden deze antimetabolieten gebruikt bij de chemotherapeutische bestrijding van kanker. 
Een antimetaboliet komt structureel sterk overeen met een metaboliet, maar mist de werkzame activiteit ervan. In de cel worden antimetabolieten aangezien voor de metabolieten waar zij structureel mee overeenkomen. Zij kunnen daarom de plaats van de overeenkomstige werkzame metaboliet innemen in het normale metabolisch proces. Maar antimetabolieten spelen als het ware vals en doen niet het werk dat van ze verwacht wordt. Dit maakt de antimetaboliet een antagonist van het betreffende metabolisch proces. 
Afhankelijk van de proportionele bijdrage van de antimetabolieten worden vitale celprocessen meer of minder geremd of zelfs geheel stilgelegd. Antimetabolieten die ingrijpen in de aanmaak van RNA en DNA remmen daarmee de celdeling. Zulke antimetabolieten zijn daarom geschikt als anti-tumorstoffen. Meerdere antimetabolieten worden al in kankertherapieën toegepast. De belangrijkste groepen zijn:
- Foliumzuurantagonisten (antifolaten), die concurreren met dihydrofolaatreductase
- Purineantagonisten, die ofwel concurreren in de productie van purine basen, nodig voor DNA-productie en celdeling, ofwel ingebouwd worden in DNA en dan toekomstige celdeling blokkeren.
- Pyrimidineantagonisten, die concurreren in de productie van pyrimidinebasen, nodig voor RNA- en DNA-productie.